# Tomás de Arêa Leão
O  Desembargador Thomas de Arêa Leão, tinha como pais o Capitão da guarda Nacional Fortunato de Arêa Leão e Aurora Maria da Fonseca Leão. Tendo nascido na antiga Vila dos Humildes , atual Alto Longá.
Tomás de Arêa Leão (Alto Longá, 1860 — Teresina, 1950) foi um político e magistrado brasileiro.
Pertencente a uma das mais tradicionais famílias do Piauí, os Arêa Leão.
Era bacharel em Direito pela  Faculdade do Recife , tendo concluído o curso na turma de 1884. Foi vereador na capital do Piauí mas renunciou ao mandato. Foi empossado juiz de direito em Piracuruca e em Pedro II. Foi desembargador do Tribunal de Justiça do Estado do Piauí de 1914 a 1931, exercendo a presidência.
Por esta instituição foi elogiado como:
"Magistrado ilustre. Bom julgador pela sensatez, espírito de justiça, independência e compostura moral.".
É também patrono da comarca do fórum de Pedro II.